# Tannhäuser (Wagner)
Tannhäuser i el torneig de cant del Wartburg (en alemany: Tannhäuser und der Sängerkrieg auf Wartburg) o, més breument, Tannhäuser és una òpera romàntica en tres actes amb música i llibret en alemany de Richard Wagner, Op. 70.
Està basada fonamentalment en dues llegendes alemanyes. Wagner va utilitzar principalment dues històries que apareixen en l'obra de Ludwig Bechstein, entre altres fonts: una d'elles és la llegenda del cavaller Tannhäuser i l'altra és l'anomenada Der Sängerkrieg auf der Wartburg, és a dir el «concurs de cant del Castell de Wartburg». L'altra font és un episodi de Des Knaben Wunderhorn (Cants populars recopilats) (1805 - 1808) per Achim von Arnim i Celemens Brentano, anomenat Der Tannhäuser, on es relata la història del cavaller i de Venus. Wagner coneixia aquesta història des de la seva adolescència. Tanmateix, però, la impressió definitiva la va produir la visió del Wartburg, encara no restaurat, penjat sobre Eisenach, durant el viatge de tornada a Dresden, el 7 d'abril de 1842.
El torneig de cant havia tingut lloc el 1207, promogut pel landraf Hermann i en ell va prendre part Heinrich von Ofterdingen. D'ací l'estímul rebut per Wagner en veure, per primer cop a la seva vida, el lloc d'aquell esdeveniment. Les llicències de fer coincidir el Minnesänger amb el cavaller Denhauser i de dotar Elisabeth, la neboda del Landraf amb trets de la figura de Santa Isabel d'Hongria van permetre a Wagner donar forma al conflicte espiritual sobre el fons de la llarga pugna entre els Hohenstaufen i Roma que batega en la maledicció que el Papa fa contra Tannhäuser. L'estrena va arribar el 19 d'octubre de 1845 i desconcertà el públic de la première, format per cortesans i burgesos. Va agradar el final del primer acte amb el seu septet, també va agradar el conjunt del segon acte amb sabor a grand opéra, però el tercer va decebre. La "narració de Roma" que porta ja el segell del gran Wagner i és el cim de la òpera, va ser cantada sense comprensió ni dramatisme per Josef Tichatschek, que havi estat un Rienzi brillantíssim. El final va semblar inintel·ligible. Tanmateix, però, la situació va començar a canviar a partir de la tercera representació. La obra va quedar incorporada al repertori de la òpera de Dresden.

## Versions
Tot i això, aquesta bonica òpera romàntica no va quedar mai acabada del tot. La que avui anomenem "versió de Dresden" amb obertura completa i l'escena del Venusberg concentrada en el diàleg de la deessa amb el seu cantaire, però amb el ballet només insinuat, no és exactament l'estrenada ja que el final fou revisat, si més no, en dues ocasions. Quan es va presentar l'oportunitat d'estrenar-la a Paris, naturalment en francès, Wagner va atendre a contracor els consells que introduís un ballet autèntic; però, amb tota la raó, es va negar rotundament a ubicar-lo enmig del torneig de cant i va decidir allargar l'escena de la gruta; hi va afegir la superba bacanal orquestral, va retocar i recompongué el duo i revisà l'orquestració en diverses parts i va comprimir les intervencions dels Minnesänger durant el torneig, deixant a Walther von der Vogelweide sense la seva intervenció solista. Però l'anomenada "versió de París" tampoc fou la darrera, ja que per la representació "model" de Múnic (1 d'agost de 1867), el poema fou re-traduït del francès a l'alemany i encara hi hagué més retocs en aquesta ocasió i també quan es va produir la reposició a Viena (22 de novembre de 1875). Aquí fou on Wagner va enllaçar l'obertura amb la "bacanal", eliminant el ritornello del "cor de peregrins". Tot i això, encara no en va quedar satisfet. Les darreres setmanes de la seva vida encara parlava de revisar L'Holandès Errant i Tannhäuser. La música escrita per a Paris és la primera composta per Wagner després d'acabar Tristan und Isolde i, en no ser autònoma com sí ho seria aviat la de Meistersinger, té les mateixes característiques harmòniques i tímbriques que el prodigiós Tristan i afegeix encara més confusió i barreja estilística a la versió de Dresden. També es pot acudir a la "versió mixta" (que s'acostuma a fer a Bayreuth), amb l'obertura completa seguida de la bacanal de Paris i tornar, més tard, a la versió de Dresden, mantenint, d'aquesta manera la intervenció de Walther von der Vogelweide.
La obra és una de les més populars de Wagner sobretot gràcies al molt afortunat cor de pelegrins. L'obertura, que ja enfronta els dos mons de l'obra, fou durant molt temps i és encara peça favorita de les sales de concerts. La introducció del segon acte té un bonic regust weberià i l'extensa del tercer, amb el resum del viatge a Roma, sembla gairebé un poema simfònic. L'anomenada "romança de l'estrella", que canta Wolfram és també molt coneguda; Pau Casals la interpretà molt en un arranjament per a violoncel sol. Una altra característica és que el personatge de Tannhäuser és el més difícil de cantar entre tots els escrits per Wagner per a tenor, ja que exigeix tres tipus de veus: una lírica amb amplada i puresa pel primer acte; una altra squillante pel segon; i una tercera decididament heroica per a la "narració de Roma", que demana, a més, una gran capacitat expressiva i dots d'actor notables. Així, tenors que han cantat Tristan i els dos Siegfrieds no han gosat a enfrontar-se a Tannhäuser. D'altra banda, la línia de cant de Wolfram és una raresa en Wagner, ja que no és dramàtica, sinó refinadament lírica. També és lírica Elisabeth, amb Sieglinde i Eva, segurament el personatge més "femení" en la galeria de les esplèndides heroïnes wagnerianes: la seva ària de sortida i la pregària del tercer acte són mostres conspícues de la qualitat cantable de la melodia en Wagner. Finalment, el Landgraf requereix un baix noble que reuneixi l'autoritat del governant i el tendre afecte de l'home cap a la seva fillola.

## Personatges
- Hermann, Landgraf de Turíngia, baix
- Tannhäuser, tenor
- Wolfram von Eschenbach, baríton
- Walther von der Vogelweide, tenor
- Biterolf, baix
- Heinrich der Schreiber, tenor
- Reinmar von Zweter, baix
- Elisabeth, neboda de Hermann, soprano lírica
- Venus, soprano dramàtica o mezzo soprano
- Un pastoret, veu blanca (soprano o nen soprano)
- Quatre patges, dues sopranos i dues contralts
- Dames, peregrins, nobles

## Discografia seleccionada
| Any  | Repartiment (Tannhäuser, Elisabeth, Venus, Wolfram, Landgrave, Walther)                                             | Director, teatre i orquestra | Marca discogràfica                                  |
| ---- | --- | --- | --------------------------------------------------- |
| 1930 | Sigismund Pilinszky, Maria Müller, Ruth Jost-Arden, Herbert Janssen, Ivar Andrésen, Geza Belti-Pilinszky            | Karl Elmendorff, Orquestra i cor del Festival de Bayreuth, Versió de Paris | Audio CD: Naxos, Cat: 8.110094-95                   |
| 1941 | Lauritz Melchior, Kirsten Flagstad, Kerstin Thorborg, Herbert Janssen, Emanuel List, John Dudley                    | Erich Leinsdorf, Orquestra i Cor del Metropolitan NY, Versió de Paris | Audio CD: Immortal Performances, Cat: IPCD 1101-3   |
| 1942 | Lauritz Melchior, Helen Traubel, Kerstin Thorborg, Herbert Janssen, Alexander Kipnis, John Garris                   | George Szell, Orquestra i Cor del Metropolitan NY, Versió de Paris | Audio CD: Immortal Performances, Cat: IPCD 1053-3   |
| 1943 | Max Lorenz, Maria Reining, Margarete Bäumer, Karl Schmitt-Walter, Ludwig Hoffmann, Walter Ludwig                    | Arthur Rother, Cor de la Deutsche Oper, Orquestra simfònica de la Ràdio de Berlin                                                                                             | Audio CD: BASF                                      |
| 1951 | August Seider, Marianne Schech, Margarete Bäumer, Karl Paul, Otto von Rohr, Franz Klarwein                          | Robert Heger, Cor i orquestra de la Òpera estatal de Baviera, versió de Dresden                                                                                               | Audio CD: Membran 223055-370                        |
| 1954 | Ramon Vinay, Margaret Harshaw, Astrid Varnay, George London, Jerome Hines, Brian Sullivan                           | George Szell, Orquestra i Cor del Metropolitan NY, Versió de Dresden | Audio CD: Sony Classical, Cat: 886443900868         |
| 1954 | Ramon Vinay, Gré Brouwenstijn, Herta Wilfert, Dietrich Fischer - Dieskau, Josef Greindl,Josef Traxel                | Joseph Keilberth, Orquestra i cor del Festival de Bayreuth,Versió de Bayreuth                                                                                                 | Audio CD: Archipel, Desert island Col. ARPCD 0280-3 |
| 1954 | Ernst Gruber, Brünnhild Friedland, Dora Zschille, Hans Krämer, Kurt Rehm, Gerd Lutze                                | Gerhard Pflüger, Cor i orquestra simfònica de la Ràdio de Leipzig, | Audio CD: Walhall, Eternity Series WLCD 0222        |
| 1955 | Wolfgang Windgassen, Gré Brouwenstijn, Herta Wilfert, Dietrich Fischer-Dieskau, Josef Greindl, Josef Traxel         | André Cluytens, Orquestra i cor del Festival de Bayreuth, Versió de Bayreuth                                                                                                  | Audio CD: Orfeo d'Or, Cat: C 643 043 D              |
| 1960 | Hans Hopf, Elisabeth Grümmer, Marianne Schech, Dietrich Fischer-Dieskau, Gottlob Frick, Fritz Wunderlich            | Franz Konwitschny, Cor i orquestra de la Òpera de l'Estat de Berlin, Versió de Dresden (versió de París en una petita secció de l'Acte II)                                    | Audio CD: EMI, Cat: CMS 7 63214 2                   |
| 1960 | Hans Hopf, Leonie Rysanek, Irene Dalis, Hermann Prey, Jerome Hines, Robert Nagy                                     | Georg Solti, Orquestra i Cor del Metropolitan NY, Versió de Paris | Audio CD: Walhall, Eternity Series, WLCD 0325       |
| 1961 | Wolfgang Windgassen, Victoria de los Ángeles, Grace Bumbry, Dietrich Fischer-Dieskau, Josef Greindl, Gerhard Stolze | Wolfgang Sawallisch, Cor i orquestra del Festival de Bayreuth, Versió de Bayreuth                                                                                             | Audio CD: Orfeo d'Or, Cat: C 888 143 D              |
| 1962 | Wolfgang Windgassen, Anja Silja, Grace Bumbry, Eberhard Wächter, Josef Greindl, Gerhard Stolze                      | Wolfgang Sawallisch, Cor i orquestra del Festival de Bayreuth, Versió de Bayreuth                                                                                             | Audio CD: Philips, Cat: 434 607-2                   |
| 1963 | Hans Beirer, Gré Brouwenstijn, Christa Ludwig, Eberhard Wächter, Gottlob Frick, Waldemar Kmentt                     | Herbert von Karajan, Cor i orquestra de la Òpera de l'Estat de Viena, Versió de Paris                                                                                         | Audio CD: Deutsche Grammophon, Cat: 457682          |
| 1964 | Wolfgang Windgassen, Leonie Rysanek, Barbro Ericson, Eberhard Wächter, Josef Greindl, Gerhard Stolze.               | Otmar Suitner, Cor i Orquestra del Festival de Bayreuth, versió de Bayreuth                                                                                                   | Audio CD: Golden Melodram.                          |
| 1968 | Wolfgang Windgassen, Birgit Nilsson, Birgit Nilsson, Dietrich Fischer-Dieskau,Theo Adam, Horst Laubenthal           | Otto Gerdes, Cor i orquestra de la Deutsche Oper Berlin, Versió de Dresden, (versió de París en una petita secció de l'Acte II)                                               | Audio CD: Deutsche Grammophon, Cat: 471 708-2       |
| 1970 | René Kollo, Helga Dernesch, Christa Ludwig, Victor Braun, Hans Sotin, Werner Hollweg                                | Georg Solti, Orquestra Filharmònica de Viena, Cor de la Òpera de l'Estat de Viena, Versió de Paris                                                                            | Audio CD: Decca, Cat: 470 810-2                     |
| 1978 | Spas Wenkoff, Dame Gwyneth Jones, Dame Gwyneth Jones, Bernd Weikl, Hans Sotin, Robert Schunk                        | Colin Davis, Cor i orquestra del Festival de Bayreuth, Versió de Bayreuth | DVD: DG, Cat: 073 4446                              |
| 1985 | Klaus König, Lucia Popp, Waltraud Meier, Bernd Weikl, Kurt Moll, Siegfried Jerusalem                                | Bernard Haitink, Cor i orquestra simfònica de la Ràdio de Baviera, Versió de Dresden                                                                                          | Audio CD: EMI, Cat: CMS 7 47296 8                   |
| 1988 | Plácido Domingo, Cheryl Studer, Agnes Baltsa, Andreas Schmidt, Matti Salminen, William Pell                         | Giuseppe Sinopoli, Philharmonia Orchestra, Royal Opera House chorus, Paris Version                                                                                            | Audio CD: Deutsche Grammophon, Cat: 427 625-2       |
| 2001 | Peter Seiffert, Jane Eaglen, Waltraud Meier, Thomas Hampson, René Pape, Gunnar Gudbjörnsson                         | Daniel Barenboim, Orquestra Berlin Staatskapelle, cor de la Òpera de l'Estat de Berlin, Dresden Version (usa la versió de Paris Version de l'acte I excepte seqüència ballet) | Audio CD: Teldec, Cat: 8573 88064-2                 |
| 2014 | Peter Seiffert, Ann Petersen, Marina Prudenskaya, Peter Mattei, René Pape, Peter Sonn                               | Daniel Barenboim, Staatskapelle Berlin, Cor de la Òpera de l'Estat de Berlin, Versió de Dresden, (usa la versió de Paris de l'Acte I, Escena I, incloent-hi ballet)           | DVD: Bel Air Classiques, ASIN: B0168HCVM8           |
| 2010 | Stig Fogh Andersen, Tina Kiberg, Susanne Resmark, Tommi Hakala, Stephen Milling, Peter Lodahl                       | Friedemann Layer, Cor i orquestra de la Òpera Reial Danesa | 2 DVD: DECCA, cat: 074 3390                         |
| 2012 | Robert Dean Smith, Nina Stemme, Marina Prudenskaya, Christian Gerhaher, Albert Dohmen, Peter Sonn                   | Marek Janowski, Cor i orquestra simfònica de la Ràdio de Berlin, versió de Dresden                                                                                            | Audio CD: Pentatone PTC 5186 405                    |
| 2014 | Torsten Kerl, Camilla Nylund, Michelle Breedt, Markus Eiche, Kwangchul Youn, Lothar Odinius                         | Axel Kober, Cor i orquestra del festival de Bayreuth, versió de Bayreuth | Audio CD: Opusarte OA CD9044                        |
| 2020 | Stephen Gould, Lise Davidsen, Elena Zhidkova, Markus Eiche, Stephen Milling                                         | Valery Gergiev, Bayreuth Festival orchestra and chorus, Tobias Kratzer, stage director                                                                                        | DVD: Deutsche Grammophon, Cat:735760                |